# Єрко Микулич
Єрко Микулич (хорв. Jerko Mikulić; нар. 26 серпня 1976, Задар, Югославія) — хорватський футболіст, захисник.

## Кар'єра гравця
Народився в місті Задар. Дитинство та молоді роки провів у рідному місті. Залишився в Задарі під час запеклих боїв в рамках Балканської війни. Через юні роки не зміг вступити до хорватської армії, проти двоє його старших братів брали участь в боях за рідне місто. Намагався розпочати зайняття басктболом, проте через низький зріст його не взяли до баскетбольної секції. Тому вирішив зайнятися футболом. Вихованець НК «Задар». Футбольну кар'єру розпочав у нижчоліговому клубі «Хрватскі вітез» (Поседар'є). Через два роки повернувся до рідного клубу. У другій частині сезону 1997/98 років проходив військову службу. Чотири місяці провів у військовій частині, потім захищав кольори армійської команди «Динара» (Книн). По завершенні сезону повернувся до «Загреба». Завдяки вдалій грі Микуличем цікавилися «Хайдук» та «Рієка».
У грудні 2002 року на запрошення Івана Голаца перейшов до «Карпат». Дебютував у футболці львівського клубу 9 березня 2003 року в переможному (3:1) домашньому поєдинку 16-о туру Вищої ліги проти сімферопольської «Таврії». Єрко вийшов на поле в стартовому складі та відіграв увесь матч. Єдиним голом у футболці «зелено-білих» відзначився 23 березня 2003 року на 82-й хвилині програного (1:2) домашнього поєдинку 18-о туру Вищої ліги проти київського «Арсеналу». Микулич вийшов на поле в стартовому складі та відіграв увесь матч, а на 55-й хвилині отримав жовту картку. В команді швидко освоївся, вивчив українську мову та став одним з улюбленців місцевих фанатів. У складі головної команди львів'ян у Вищій лізі зіграв 41 матч (1 гол), ще 1 поєдинок провів у кубку України. Також захищав кольори фарм-клубів «Карпат», «Карпати-2» (8 матчів) та «Галичина-Карпати» (1 поєдинок). В останньому поєдинку у складі «левів», 22 травня 2004 року в програному (0:5) виїзному поєдинку проти донецького «Шахтаря», вийшов на поле в стартовому складі, в одному з пізодів травмував Джуліуса Агахову, а згодом вже проти Єрко грубо зіграв Резван Рац (румун не намагався зіграти в м'яч). Наслідком грубого підкату стала травма хрестоподібних зв'язок. На той час у хорвата завершувався контракт з львівським клубом, президент клубу Петро Димінський запропонував Єрко продовжити контракт з клубом. Проте гравець рішуче відкинув цю пропозицію, оголосивши, що відправляється на лікування додому й залишає клуб. Згодом Микулич визнав це рішення помилковим. Повернувся до «Задару», пройшов тривалий шлях реабілітації, переніс 4 операції. Зіграв декілька матчів за основу, проте після цього вирішив завершити кар'єру.

## По завершенні футбольної кар'єри
По завершенні футбольної кар'єри зацікавився спортивною медициною. Закінчив спеціальну школу, де за підсумком року навчання отримав свідоцтво масажиста. Чотири роки пропрацював у «Задарі», після чого отримав запрошення від земляка Данієля Субашича стати персональним масажистом хорватського воротаря. У Франції також продовжив навчання, вивчав кінезіотерапію. Згодом отримав пропозцію від «Монако», вивчив французьку мову. На даний час працює масажистом у першій команді клубу.

## Особисте життя
Одружений, виховує доньку.
Вільно володіє англійською, посередньо спілкується італійською мовою.
Захоплення — плавання, риболовля та шахи.